# Crystal Kelly Turnier 2003
Die Crystal Kelly Trophy 2003 war die 10. Auflage dieses Einladungsturniers, das seit 1994 jährlich bis 2011 in der Disziplin Dreiband der Billardvariante Karambolage ausgetragen wurde. Sie fand vom 29. Juni bis zum 6. Juli 2003 in Scheveningen statt, da das Hotel Métropole in Monte-Carlo renoviert wurde.

## Spielmodus
Das Turnier wurde im Round-Robin-Modus mit acht Teilnehmern ausgetragen.

## Turnierkommentar
Sieger wurde der Niederländer Dick Jaspers.

## Ergebnisse
| Name              | PP | Pkte | Aufn | GD    | HS |
| ----------------- | -- | ---- | ---- | ----- | -- |
| Semih Saygıner    | 2  | 50   | 27   | 1,851 | 6  |
| Raymond Ceulemans | 0  | 44   | 27   | 1,629 | 10 |
| Dion Nelin        | 2  | 50   | 34   | 1,470 | 9  |
| Frédéric Caudron  | 0  | 49   | 34   | 1,441 | 8  |
| Torbjörn Blomdahl | 2  | 50   | 28   | 1,785 | 15 |
| Frans van Kuijk   | 0  | 28   | 28   | 1,000 | 5  |
| Dick Jaspers      | 2  | 50   | 17   | 2,941 | 12 |
| Raimond Burgman   | 0  | 35   | 17   | 2,058 | 7  |

| Name              | PP | Pkte | Aufn | GD    | HS |
| ----------------- | -- | ---- | ---- | ----- | -- |
| Raimond Burgman   | 2  | 50   | 30   | 1,666 | 9  |
| Dion Nelin        | 0  | 32   | 30   | 1,066 | 6  |
| Raymond Ceulemans | 2  | 50   | 37   | 1,351 | 4  |
| Torbjörn Blomdahl | 0  | 44   | 37   | 1,189 | 6  |
| Dick Jaspers      | 2  | 50   | 21   | 2,380 | 9  |
| Frans van Kuijk   | 0  | 36   | 21   | 1,714 | 7  |
| Frédéric Caudron  | 2  | 50   | 20   | 2,500 | 13 |
| Semih Saygıner    | 0  | 38   | 20   | 1,900 | 8  |

| Name              | PP | Pkte | Aufn | GD    | HS |
| ----------------- | -- | ---- | ---- | ----- | -- |
| Raimond Burgman   | 2  | 50   | 27   | 1,851 | 9  |
| Raymond Ceulemans | 0  | 44   | 27   | 1,629 | 6  |
| Frédéric Caudron  | 2  | 50   | 19   | 2,631 | 7  |
| Torbjörn Blomdahl | 0  | 30   | 19   | 1,578 | 7  |
| Dick Jaspers      | 2  | 50   | 19   | 2,631 | 7  |
| Dion Nelin        | 0  | 36   | 19   | 1,894 | 12 |
| Semih Saygıner    | 2  | 50   | 25   | 2,000 | 8  |
| Frans van Kuijk   | 0  | 47   | 25   | 1,880 | 9  |

| Name              | PP | Pkte | Aufn | GD    | HS |
| ----------------- | -- | ---- | ---- | ----- | -- |
| Frédéric Caudron  | 2  | 50   | 28   | 1,785 | 8  |
| Frans van Kuijk   | 0  | 37   | 28   | 1,321 | 8  |
| Dick Jaspers      | 2  | 50   | 26   | 1,923 | 7  |
| Torbjörn Blomdahl | 0  | 44   | 26   | 1,692 | 10 |
| Semih Saygıner    | 2  | 50   | 33   | 1,515 | 7  |
| Raimond Burgman   | 0  | 49   | 33   | 1,484 | 7  |
| Dion Nelin        | 2  | 50   | 42   | 1,190 | 7  |
| Raymond Ceulemans | 0  | 49   | 42   | 1,166 | 7  |

| Name              | PP | Pkte | Aufn | GD    | HS |
| ----------------- | -- | ---- | ---- | ----- | -- |
| Frédéric Caudron  | 2  | 50   | 17   | 2,941 | 12 |
| Raimond Burgman   | 0  | 20   | 17   | 1,176 | 7  |
| Raymond Ceulemans | 2  | 50   | 29   | 1,724 | 18 |
| Dick Jaspers      | 0  | 43   | 29   | 1,482 | 12 |
| Frans van Kuijk   | 2  | 50   | 27   | 1,851 | 9  |
| Dion Nelin        | 0  | 36   | 27   | 1,333 | 6  |
| Torbjörn Blomdahl | 2  | 50   | 24   | 2,073 | 13 |
| Semih Saygıner    | 0  | 39   | 24   | 1,625 | 5  |

| Name              | PP | Pkte | Aufn | GD    | HS |
| ----------------- | -- | ---- | ---- | ----- | -- |
| Torbjörn Blomdahl | 2  | 50   | 18   | 2,777 | 10 |
| Dion Nelin        | 0  | 20   | 18   | 1,111 | 7  |
| Frans van Kuijk   | 2  | 50   | 25   | 2,000 | 8  |
| Raimond Burgman   | 0  | 30   | 25   | 1,200 | 7  |
| Frédéric Caudron  | 2  | 50   | 27   | 1,851 | 7  |
| Raymond Ceulemans | 0  | 43   | 27   | 1,592 | 8  |
| Dick Jaspers      | 2  | 50   | 21   | 2,380 | 7  |
| Semih Saygıner    | 0  | 30   | 21   | 1,428 | 5  |

| Name              | PP | Pkte | Aufn | GD    | HS |
| ----------------- | -- | ---- | ---- | ----- | -- |
| Dick Jaspers      | 2  | 50   | 15   | 3,333 | 13 |
| Frédéric Caudron  | 0  | 35   | 15   | 2,333 | 8  |
| Torbjörn Blomdahl | 2  | 50   | 18   | 2,777 | 8  |
| Raimond Burgman   | 0  | 28   | 18   | 1,555 | 7  |
| Semih Saygıner    | 2  | 50   | 26   | 1,923 | 9  |
| Dion Nelin        | 0  | 28   | 26   | 1,076 | 8  |
| Raymond Ceulemans | 2  | 50   | 29   | 1,724 | 17 |
| Frans van Kuijk   | 0  | 34   | 29   | 1,172 | 7  |

## Abschlusstabelle
| Platz                      | Name              | MP | Pkte. | Aufn. | GD    | BED   | HS |
| -------------------------- | ----------------- | -- | ----- | ----- | ----- | ----- | -- |
| 1                          | Dick Jaspers      | 12 | 343   | 148   | 2,317 | 3,333 | 13 |
| 2                          | Frédéric Caudron  | 10 | 334   | 160   | 2,087 | 2,941 | 13 |
| 3                          | Torbjörn Blomdahl | 8  | 318   | 170   | 1,870 | 2,777 | 13 |
| 4                          | Semih Saygıner    | 8  | 307   | 176   | 1,744 | 2,000 | 8  |
| 5                          | Raymond Ceulemans | 6  | 330   | 218   | 1,513 | 1,724 | 18 |
| 6                          | Raimond Burgman   | 4  | 262   | 167   | 1,568 | 1,851 | 9  |
| 7                          | Frans van Kuijk   | 4  | 282   | 183   | 1,540 | 2,000 | 12 |
| 8                          | Dion Nelin        | 4  | 252   | 196   | 1,285 | 1,470 | 9  |
| Turnierdurchschnitt: 1,712 |                   |    |       |       |       |       |    |